# 达美连接航空4819号班机事故
达美连接航空4819号班机，由奋进航空以达美连接航空的名义运营，是一架从美国明尼阿波利斯-圣保罗国际机场飞往加拿大多伦多皮尔逊国际机场的定期客运航班。2025年2月17日，一架庞巴迪CRJ-900客机执飞该航班，于多伦多皮尔逊国际机场降落时坠毁。
机上共有80人，包括76名乘客和4名机组人员。事故发生后，所有乘客和机组人员幸存，其中21人受伤。社交媒体上流传的照片以及新闻直升机拍摄的画面显示，飞机在跑道上翻覆，呈倒扣状态。事故发生时，跑道可能存在结冰情况，但具体原因仍在调查中。

## 背景

### 飞机
涉事机型为庞巴迪CRJ900LR，由龐巴迪公司设计并制造。该机型最大航程为1,784英里（2,871），最大空速为515英里每小時（829每小時），共有70座和76座两种座椅布局。该机型曾涉及到两次重大事故但从未有人员伤亡。
涉事飞机注册号为N932XJ，机龄15.6年。该航班于北美中部标准时间2025年2月17日11点34分起飞，比计划晚点1个小时4分钟。在北美东部标准时间14点13分降落时失事。

### 乘客与机组人员
本机带载80名人员，包括76名乘客以及4名机组，其中22名乘客是加拿大人。

## 事故经过
客机于美东时间14时13分在多伦多皮尔逊国际机场23号跑道头坠毁。客机的垂直稳定器与一个机翼分离并起火，机身稍微偏离跑道右侧，上下颠倒，朝向与着陆时相反的方向。某旅客在飞机上发布的一条视频显示，机上人员正在从颠倒的飞机中撤离。
另一条来自某待出港客机的视频显示，4819号航班降落时猛地撞到地面，弹起并向右滚动向前滑行。飞机的右翼被折断，然后机身翻倒，机身冒出火焰。其他视频显示，涉事飞机右翼缺失，垂尾撕裂。浓烟从机身冒出 。
航空安全专家表示，空服员和机身设计在事故中就保障旅客相对安全起了重要作用。网上分享的视频显示，空服员正在努力迅速疏散机上所有人。
救援部门表示事件造成21人受伤，伤员或背部扭伤，或头部撕裂伤，或吸入航空燃料烟雾而感到恶心。其中，一名儿童和60岁男子和40岁女子情况危急，但不至威胁生命。三名伤员通过空中救护车送医。后据达美航空称，21名伤员已全部出院，最后一人于20日出院。

## 后续
机场暂停全部航班起降至下午5时。蒙特婁-杜魯道國際機場、渥太华麦克唐纳-卡蒂埃国际机场、约翰·卡尔·芒罗哈密尔顿国际机场等在事后陆续接收备降航班。达美航空向每位旅客赔款30,000美元并补充说该赔偿“没有附加任何条件”，不会影响他们未来的合法权利。
- 消防车停在4819号航班烧毁的机身旁
- 飞机脱落的垂直稳定器和机翼
- 飞机残骸近景

## 調查

### 初步報告
根據加拿大運輸安全委員會（TSB）于3月20日发布的初步報告，导致事故的主要原因是飞机在着陆时下降率过高，超出了起落架的设计承受能力，最终导致飞机翻覆。报告指出，在飞机触地前2.6秒，飞机的快速下降触发了地面迫近警告系統，驾驶舱内发出了“下降率过高”的警报。。当时，飞机在强风和阵风条件下进近，触地前的空速为136节（252公里/小时；157英里/小时），下降率为每分钟1,100英尺（340米/分钟）。这一下降率低于建议的着陆速度（VRef）144节（267公里/小时；166英里/小时），但远超出起落架设计吸收冲击的极限值，即每分钟720英尺（220米/分钟）。当飞机的右主起落架与跑道接触时，起落架的一部分断裂，导致起落架收回，右翼在起落架和机身之间断裂。机翼断裂导致机上6,000磅的喷气燃料喷出，引发了火灾和爆炸。所有80名乘客和机组人员都奇迹般地幸存，但21人受伤，其中2人重伤。由于驾驶舱门卡住，飞行员被迫从驾驶舱顶部的紧急出口逃生。尽管初步报告确认了起落架故障导致机翼断裂和燃料泄漏，进而引发了这次严重的事故，但事故的确切原因和起落架断裂的具体顺序仍在调查中。TSB表示，对可能原因的正式确定可能需要长达600天